# Asociación de Ganaderías de Lidia
La Asociación de Ganaderías de Lidia (AGL) es una asociación ganadera española fundada en 1951 encargada de sindicar y representar a las ganaderías de toros de lidia de España, Francia y Portugal, contando con 353 explotaciones pecuarias registradas. Desde 1991, esta asociación cuenta con la homologación del Ministerio de Agricultura para la llevanza del Libro Genealógico de Reses de Lidia.
Tras la Unión de Criadores de Toros de Lidia, la Asociación de Ganaderías de Lidia supone el principal organismo representativo de empresas destinadas a la cría del toro bravo en España, representado a un 30% de los miembros de este sector.

## Historia
Tras la Guerra Civil Española, la política gubernamental de la dictadura inicia la sistematización de toda la producción nacional bajo la conocida como Ley de Sindicatos (1940), que controlará bajo esta organización todo tipo de actividad económica. En el marco de esta regulación nacerá el conocido como Sindicato Nacional de Ganadería, que asumía las funciones del antiguo órgano corporativista de la Asociación General de Ganaderos del Reino, y dentro de la cual pretendían situarse también las explotaciones dedicadas a la crianza del toro de lidia.
En el marco de la colectivización sindical en 1943 se crea el Registro Especial de Ganaderías de Lidia donde se establece una distinción entre las mismas, y en las que se favorece a las procedentes de la Unión de Criadores de Toros de Lidia frente a las restantes: la Sociedad de Ganaderos de Toros de Lidia o la Asociación de Ganaderos de Reses Bravas. Sin embargo, la política emprendida por el régimen no consiguió sus objetivos pretendidos por lo que, en 1951, obligará a las ganaderías bravas a sindicarse obligatoriamente ya que de no hacerlo no podrían lidiar en ningún tipo de espectáculo público. De tal modo, las explotaciones pecuarias que no habían quedado adscritas a ninguna de las asociaciones anteriores decidirán constituir una propia, la Asociación Nacional de Ganaderías Lidia.
Aunque desde su origen se ha mantenido la independencia de la organización, en 2020 y con motivo de la crisis económica derivada de la Covid-19, se empezó a fraguar la unificación de todas las agrupaciones ganaderas de reses bravas de España, dentro de la cual se incluye la Asociación de Ganaderías de Lidia. Sin embargo, este proyecto no fructificó y mantuvieron su respectiva identidad. De forma parcial, en 2021, los ganaderos andaluces se unificaron para reclamar subvenciones y ayudas a la administración pública bajo el nombre de Plataforma del Toro Bravo Andaluz.

## Finalidad
La Asociación de Ganaderos de Lidia define sus objetivos y finalidades dentro de su reglamento. Entre los principales puntos que se abordan son la defensa de los intereses legítimos de los miembros que componen la asociación, la representación de los mismos antes organismos oficiales así como mantener informados a los ganaderos asociados de todas las cuestiones técnicas y económicas de carácter general que les puedan afectar en el desarrollo y explotación de su empresa. 
Otros de sus objetivos, y con un carácter general, se encuentran los siguientes principios:
- Vigilar el sacrificio y trato digno de la totalidad de las reses que sean o hayan de ser  lidiadas, salvo en los supuestos amparados por la legislación vigente y en su ámbito territorial de aplicación.
- Velar por que los ganaderos afiliados lidien libremente sus reses en toda clase de espectáculos taurinos, de acuerdo con el principio de libre contratación.
- Estimular, vigilar la selección de las ganaderías de lidia y los encastes en peligro de extinción para que se mantengan en toda su pureza; la edición y realización de publicaciones para su divulgación.
- La formación y conservación del Registro de Ganaderías de reses de lidia y su ordenación estadística; y como entidad colaboradora del Ministerio de Agricultura, Alimentación y Medio Ambiente, así como la llevanza del Libro Genealógico de la Raza  Bovina de Lidia con sus registros.

## Administración
En el marco de la organización de la Asociación de Ganaderías de Lidia, ésta cuenta además de una junta general de una división territorial por toda la Península:
- Zona Centro-Norte: Con cabecera en Madrid, abarca las comunidades de Aragón, Islas Baleares, Castilla-La Mancha, Cataluña, La Rioja, Comunidad de Madrid, Navarra, País Vasco, Comunidad y Valencia y Estados de la Unión Europea.
- Zona Noroeste: Con cabecera en Salamanca, abarca las comunidades de Castilla y León, Cantabria, Asturias y Galicia.
- Zona Sur: Con cabecera en Sevilla, abarca las comunidades de Andalucía, Extremadura, Murcia y Canarias.

En diciembre de 2020, tuvo lugar la renovación directiva de la asociación proclamándose la nueva directiva, presidida por la ganadera María Jesús Gualda, titular del hierro de El Añadío. Dentro de la misma, como vicepresidente consta el que fuera anterior presidente de la asociación, Víctor Manuel Huertas, y como vocales Ana Mayoral Figueroa, Domingo López-Chaves Mangas y María Jesús Sánchez Álvarez.

## Financiación
Además de los recursos propios, la Asociación de Ganaderos de Lidia ha aspirado a la financiación por medio de recursos europeos, especialmente tras las ayudas promovidas por la Unión Europea tras la crisis económica derivada de la Covid-19.

## Publicaciones

### Monografías
- Relación oficial de la Asociación de Ganaderías de Lidia (1994-Actualidad), ISBN 9788460497196

### Publicaciones periódicas
- Bravura. Revista de la Asociación de Ganaderías de Lidia (1999-Actualidad), D.L. M 18565-1999[9]